# جون إل. واتسون (مغني)
جون إل. واتسون (بالإنجليزية: John L. Watson)‏ هو مغني أمريكي، ولد في 19 مايو 1941، وتوفي في 2014.